# Протести в Беларус (2017)
Протестите в Беларус са серия от демонстрации и улични протести срещу президента на Беларус Александър Лукашенко, които се провеждат в края на февруари 2017 г.
Протестиращите се мобилизират срещу данък, събиран от безработните. Демонстрациите и шествията се провеждат на различни места в страната и се състоят от стотици до хиляди демонстранти.

## Предхождаща история
Беларус е описвана от няколко години като „последната диктатура“ в Европа без истинска политическа опозиция срещу Лукашенко. Предишните протести в Беларус от 2011 г. и 2015 г. водят до масови арести. Страната е в икономическа рецесия от 2015 г. поради спадащите цени на бензина и същата година се прокарва закон, който облага безработните. Около 470 000 беларусци трябва да плащат данък, но само 10 % го правят, откакто данъка е въведен.

## Дейности
Около 2500 протестиращи изпълват улиците на столицата Минск на 17 февруари, за да протестират срещу политика, която изисква от тези, които са работили по-малко от 183 дни на година да платят 250 американски долара за „изгубен данък“, за да се подпомогне фонда за финансиране на социални политики. (Това се приравнява в беларуски рубли на 5 милиона, което е половин месечна заплата.) Законът е непопулярен и е подиграван в обществото като „закон срещу социалните паразити“.  На 19 февруари други 2000 души демонстрират във втория град Гомел. Двете демонстрации са мирни и не са прекъсвани от полицията. По-малки демонстрации има и в други градове.
На 25 март съпругата на лидера на опозицията Уладзимир Некляев съобщава, че той трябва да говори на главния митинг, но е спрян на границата на сутринта на път за Минск.
Правителството оправдава масовите арести и биенето на протестиращи с това, че е открила „бензинови бомби и натоварени с оръжкия коли“, близо до протест в Минск.

## Хронология на събитията

### 19 февруари
- Брест – митинг на около 100 протестиращи.[8]
- Гомел – шествие (от 1500 до 3000 души)[9]
- Гродно – няколко десетки души, шествие към общинската администрация[10]
- Витебск – 250 човека[11]
- Могилев – събрание, 2000 души[12]

### 26 февруари
- Брест – митинг, около 300 участника.
- Барановичи – митинг, около 300 участника.
- Бабруйск – събират се около 1500 протестиращи.[13]
- Витебск – повече от 2000 протестиращи се събират около площад Пиерамохи. След половин час протестиращите се преместват към площад Свобода, където са разположени изпълнителния комитет и регионалните изпълнителни комитети. След малък митинг протеста приключва.

### 5 март
- Брест – Митинг и шествие на между 1000 до 2000 души.[14]

Кметът на Брест се среща с протестиращите.

### 10 март
- Молодечно – митинг на централния площад, речи, приемане на резолюция и шествие до данъчната служба. Броят на хората, които се събират е между 500 и 1000 души.

След митинга организаторите получават 15 дни арест

### 11 март
- В Пинск между 350 и 400 човека се събират на площада.[16]

### 12 март
- Брест – на площада излизат 200 човека[17]
- Бобруйск – около 700 протестиращи се събират на площад Пиерамохи, митинга е спонтанен, не присъства никой от опозиционните лидери.[18][19][20]
- Орша броят на хората, които се събират надвишава 1000 души Преди митинга са задържани журналисти за проверка на документи[21]
- Рогачов участниците са около 400 души. На митинга няма лидери. Хората дискутират настоящото правителство и дали има негова алтернатива и се оплакват за липсата на работа.[22]

### 15 март
- Могильов – Повече от 500 граждани на Могильов отиват на протеста[23]

При протестиращата тълпа идва депутата Ихар Марзалюк, арестувани са пет човека
- Минск – От кино Кастричник към площад Бангалор и парк Дружба на народите преминават от 1500 до 4500 души. Протестиращите пеят „Да живее Беларус“, крещят „Не на Декрет №3-Лукашенко отивай си!“[23]

Около 40 души са задържани в Минск.
- Гродно – Срещата започва с 300 протестиращи[26] В края на протеста на площада се намират 1000 протестиращи.[27][28]

### 25 март
- Минск – Няколко хиляди отиват на протеста[29]

### 1 май
- Минск – 400 души идват на забранени протести, въпреки че опозиционния лидер и главен организатор на събитието Микола Статкевич е арестуван[30]